# دیانا چانیی
دیانا چانیی (مجاری: Csányi Diána؛ زادهٔ ۲۰ مارس ۱۹۹۸) بازیکن فوتبال اهل مجارستان است.
وی همچنین در تیم ملی فوتبال زنان مجارستان بازی کرده‌است.